# 阿尔宗河畔克拉波讷
阿尔宗河畔克拉波讷（法語：Craponne-sur-Arzon，法語發音：[kʁapɔn syʁ aʁzɔ̃]），法国东南部市镇，位于奥弗涅-罗讷-阿尔卑斯大区上卢瓦尔省，隶属于勒皮区，其市镇面积为33.4平方公里，2022年1月1日时人口数量为2,004人，在法国城市中排名第5,468位。
阿尔宗河畔克拉波讷位于上卢瓦尔省北部，阿尔宗河左岸，是一个区域性的中心城市，多条公路在此交汇。

## 地名

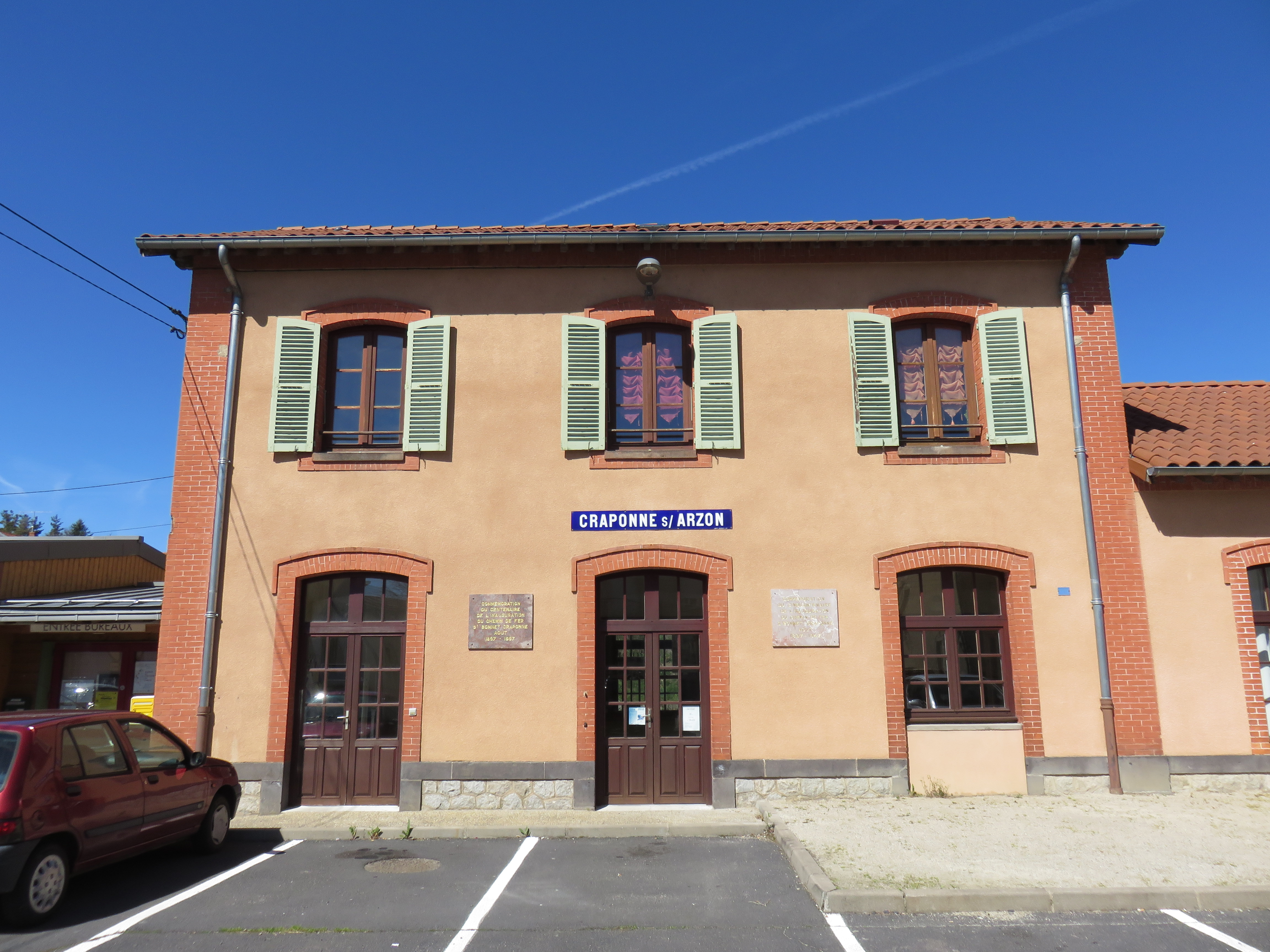
火车站旧址

“克拉波讷”一名的来源尚存在争议，当地地方志学家加布里埃尔·费朗（Gabriel Ferrand）认为该名称来源于前印欧语，意为“岩石附近的水源”；另一位史学家让-马里·卡萨涅（Jean-Marie Cassagne）则认为该名称来源于历史人物Calpurnius。
该地在中文谷歌地图以及部分网站中被误译为“阿尔宗河畔克拉蓬”，此名称为地图从Wikidata上抓取的中文维基早期机翻误译，而“阿尔宗河畔克拉波讷”一名已修正，符合法汉译音规则。

## 历史
阿尔宗河畔克拉波讷始建于罗马时期，彼时两条罗马道路在此交汇。中世纪中期，阿尔宗河畔克拉波讷长期为一处区域性的商业集镇，当地领主在此修建了一处城堡。宗教战争期间，在沃莱政府的要求下，克拉波讷城堡被拆毁。17世纪中期，当地出现了一处修道院，其聚落人口数量有所增加。法国大革命后，阿尔宗河畔克拉波讷成为上卢瓦尔省的一个市镇。工业革命期间，途径阿尔宗河畔克拉波讷的邦松－桑巴代勒铁路建成运行，后于1969年因客流不足而关闭。

## 地理

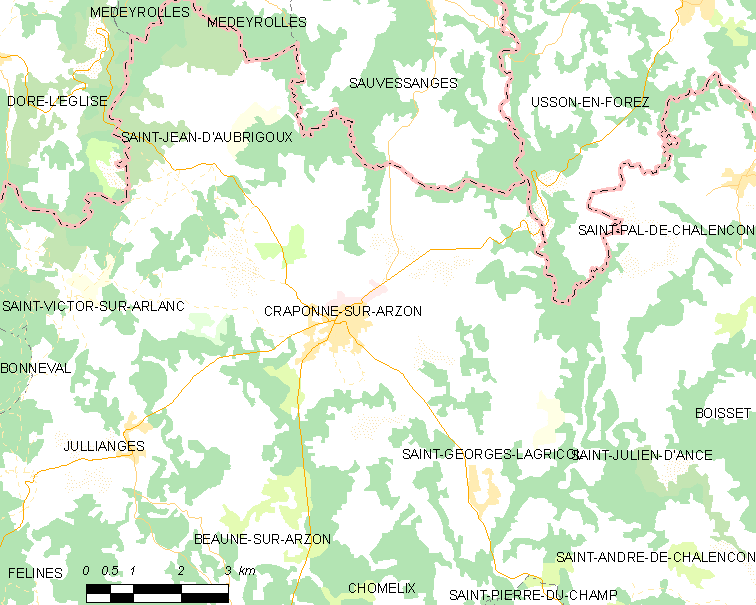
阿尔宗河畔克拉波讷市镇范围地图

阿尔宗河畔克拉波讷位于法国东南部，奥弗涅-罗讷-阿尔卑斯大区中西部和上卢瓦尔省北部，距离省会勒皮大约45公里。与阿尔宗河畔克拉波讷接壤的市镇包括：福雷地区于松、阿尔宗河畔博讷、瑞利扬日、圣乔治拉格里科勒、圣让多布里古、圣维克托叙阿尔朗、索韦桑日。

### 地形
阿尔宗河畔克拉波讷位于法国中央高原东南部腹地，境内以山地为主，市镇中心位于一处地势较为平坦的山间谷地，全境海拔在771到1,063米之间。

### 水文
阿尔宗河畔克拉波讷属于卢瓦尔河流域，其左岸一级支流阿尔宗河自北向南流经市区西侧，水量较少，不具有航运价值。

### 植被
阿尔宗河畔克拉波讷属于温带阔叶混交林区，部分高海拔地区有针叶林分布。
在鲜花城市的评比中，阿尔宗河畔克拉波讷暂未被评级。

### 气候
阿尔宗河畔克拉波讷在柯本气候分类法中属于带有海洋性特征的山地气候。

## 行政区划
阿尔宗河畔克拉波讷是法国奥弗涅-罗讷-阿尔卑斯大区上卢瓦尔省的一个市镇，编号为43080。阿尔宗河畔克拉波讷隶属于勒皮区和上卢瓦尔省第二选区，管理上沃莱花岗岩高原县，同时也是勒皮城市圈公共社区的办公驻地。
法国国家统计与经济研究所（简称）在进行数据统计时，未将阿尔宗河畔克拉波讷划入任何城市核心区、城市区以及城市辐射区（Aire d'attraction）内。此外，还将阿尔宗河畔克拉波讷整体看作一个“块区”（IRIS），以便于统计人口分布情况。

## 交通

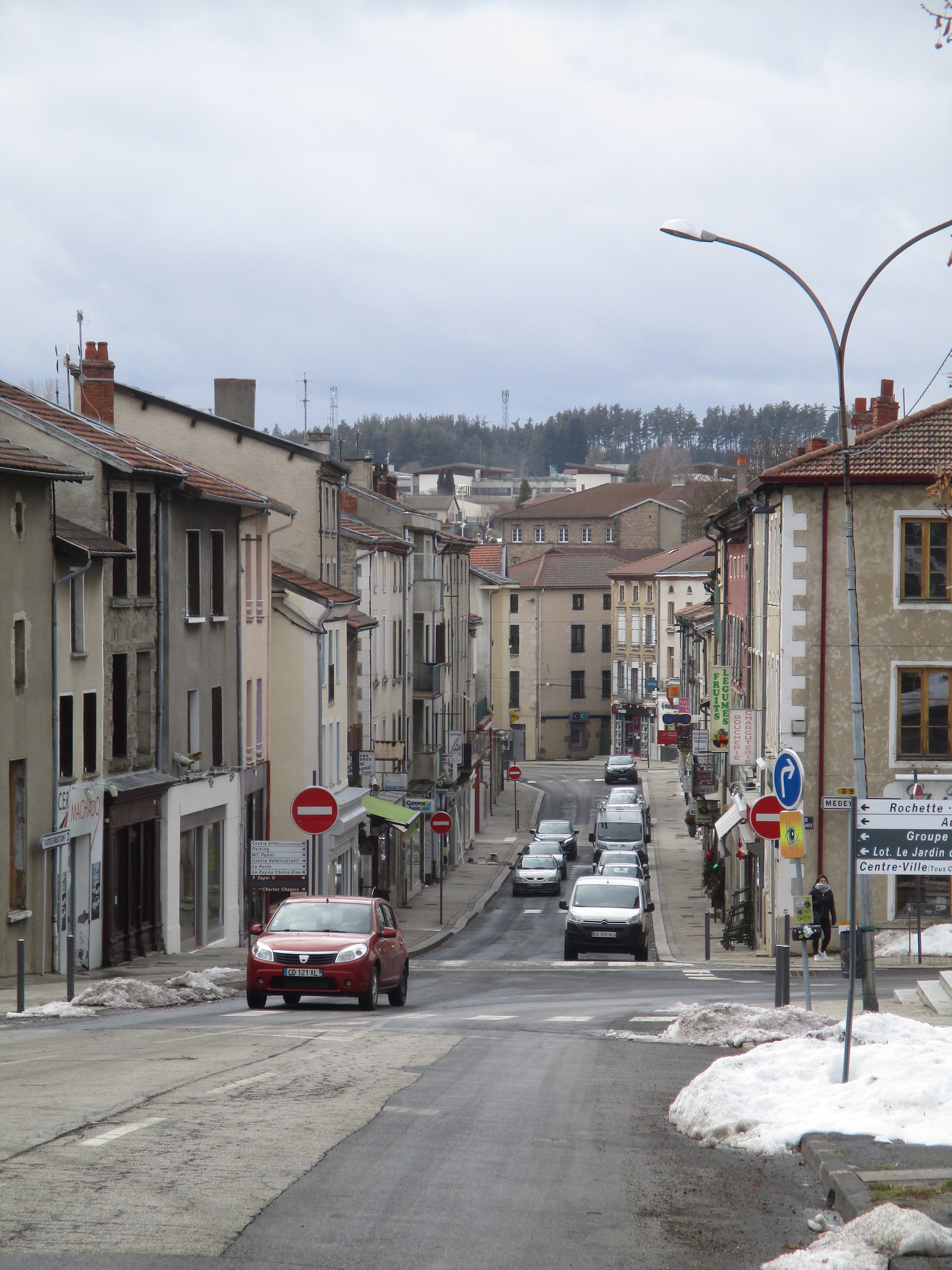
横穿阿尔宗河畔克拉波讷的主干道

### 公路
上卢瓦尔省省道D1线、D9线、D44线、D91线、D498线和D611线在阿尔宗河畔克拉波讷境内交汇，奥弗涅-罗讷-阿尔卑斯大区下属的城际客运提供巴士线路，可前往勒皮。
2018年，55.1%的阿尔宗河畔克拉波讷家庭拥有至少一辆私人汽车。2018年，阿尔宗河畔克拉波讷境内共发生各类交通事故1起，造成2人受伤。

### 铁路
阿尔宗河畔克拉波讷位于邦松－桑巴代勒铁路上，该铁路已于1969年停止运营。距离阿尔宗河畔克拉波讷最近的运营中的客运铁路车站为20公里外的沃雷站，该站停靠往返于圣艾蒂安和勒皮一线的区域列车。

### 航空
距离阿尔宗河畔克拉波讷最近的民用航空站为勒皮机场，距离阿尔宗河畔克拉波讷市中心的公路里程约44公里。

### 城市公共交通
截至2021年12月，阿尔宗河畔克拉波讷暂无城市公共交通系统。

## 政治

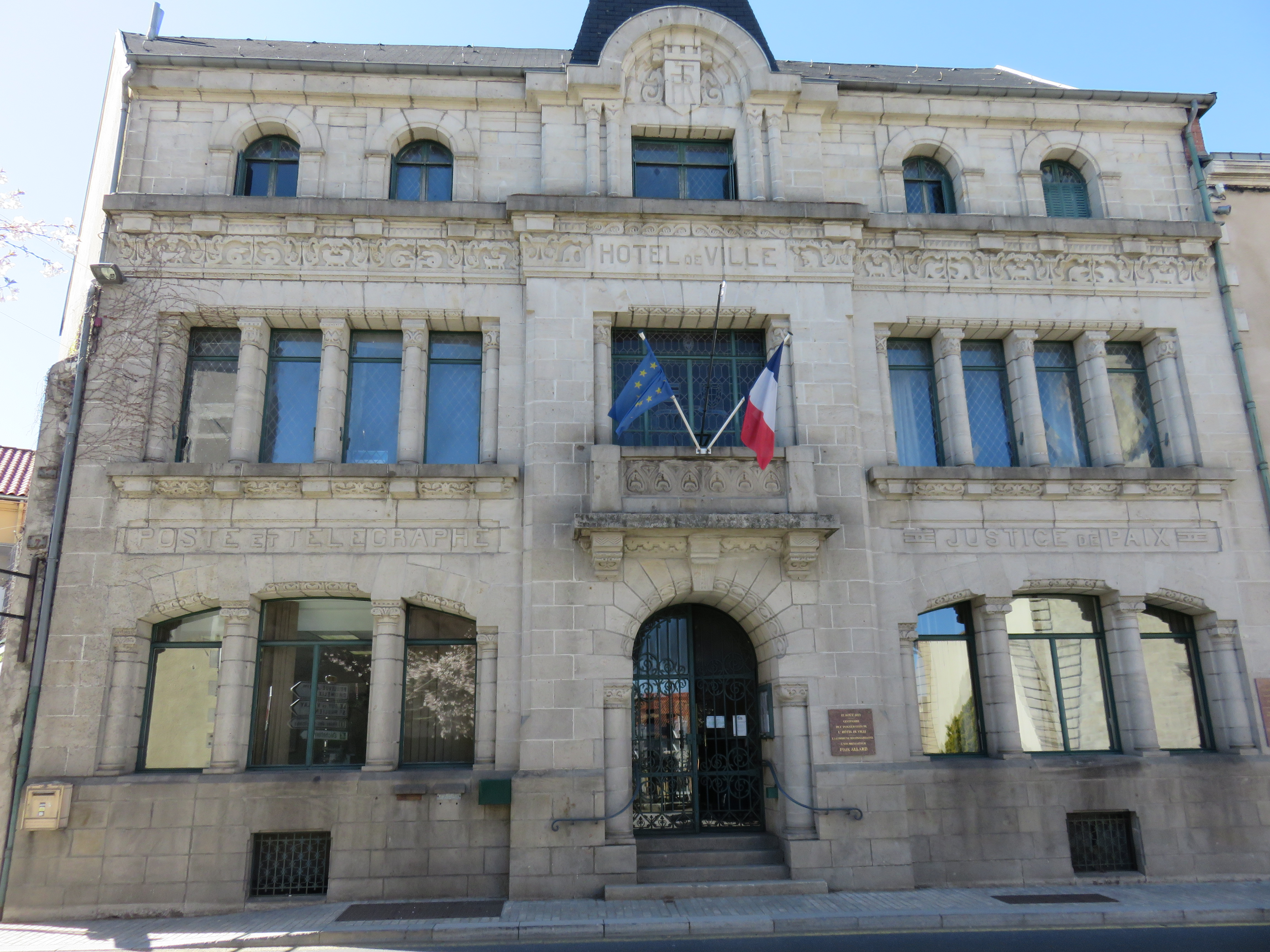
阿尔宗河畔克拉波讷市政厅

阿尔宗河畔克拉波讷的现任市长为洛朗·米尔芒先生（Laurent Mirmand），他是一名右翼无党派人士，在2020年的市政选举中获得了100%的支持率（无其他候选人）。
在2017年的法国总统大选中，法国第25任总统埃马纽埃尔·马克龙在阿尔宗河畔克拉波讷获得了64.94%的支持率。

## 人口
2018年，阿尔宗河畔克拉波讷市镇人口数量为1,966，在法国排名第5,468位。其中男性872人，女性1,094人，75岁及以上人口占18.7%，外籍人口数量为396人，人口密度为59人/平方公里，当地居民被称为（男性）或（女性）。2019年，阿尔宗河畔克拉波讷境内出生10人，死亡人口61人。
| 年份   | 1936  | 1946  | 1954  | 1962  | 1968  | 1975  | 1982  | 1990  | 1999  | 2006  | 2011  | 2016  | 2018  |
| ------ | ----- | ----- | ----- | ----- | ----- | ----- | ----- | ----- | ----- | ----- | ----- | ----- | ----- |
| 人口數 | 3,219 | 3,064 | 2,891 | 2,925 | 3,004 | 3,086 | 3,186 | 3,008 | 2,653 | 2,217 | 2,171 | 2,001 | 1,966 |

## 经济

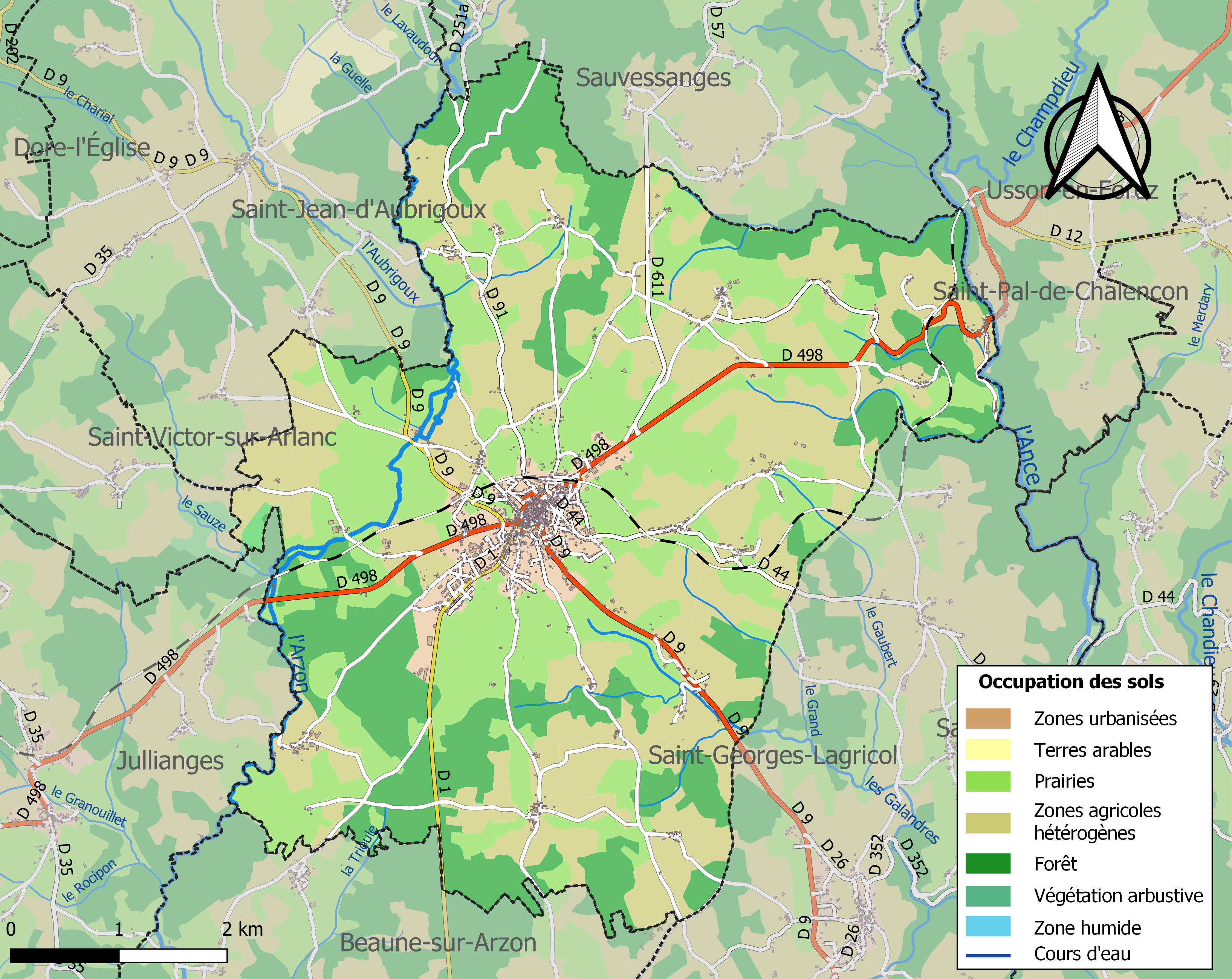
阿尔宗河畔克拉波讷土地利用情况地图

截止2021年12月，阿尔宗河畔克拉波讷市镇范围内共有各类用人单位（包含自雇）461家，平均历史为19年，其中99.25%为中小型企业（PME）。（农具销售）、（零售）及（五金销售）是当地2020年营业额最高的三个企业，分别为20,765,925欧元、16,539,845欧元和1,980,936欧元。

## 财政与居民收入
2019年，阿尔宗河畔克拉波讷的财政收入总额为2,099,560欧元，财政支出总额为1,925,320欧元，当年的债务总额为2,686,010欧元。2021年，阿尔宗河畔克拉波讷共获得460,189欧元的国家财政补助，比上一年减少了1.31%。
2016年，阿尔宗河畔克拉波讷的人均月收入总额为1,725欧元，其中高级职员为3,199欧元，低于法国平均水平（4,230欧元）；中级职员为1,929欧元，低于法国平均水平（2,411欧元）；普通职员为1,452欧元，亦低于法国平均水平（1,740欧元）。
2018年，阿尔宗河畔克拉波讷境内的青壮年（15至64岁）失业率为12.0%，当地41.5%的家庭拥有纳税资格，平均纳税1,919欧元，低于法国平均水平（3,910欧元）。

## 社会事务

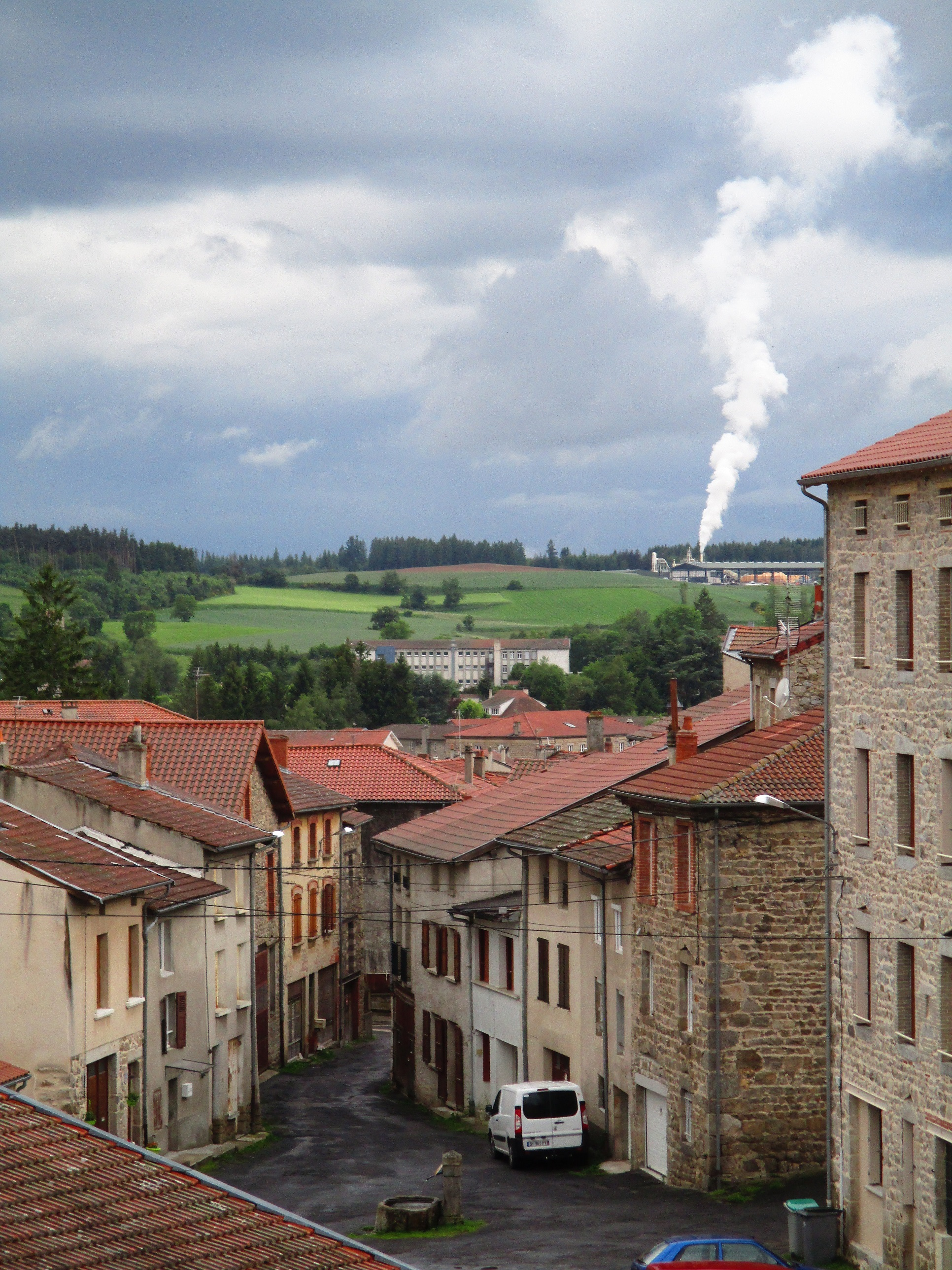
阿尔宗河畔克拉波讷镇中心

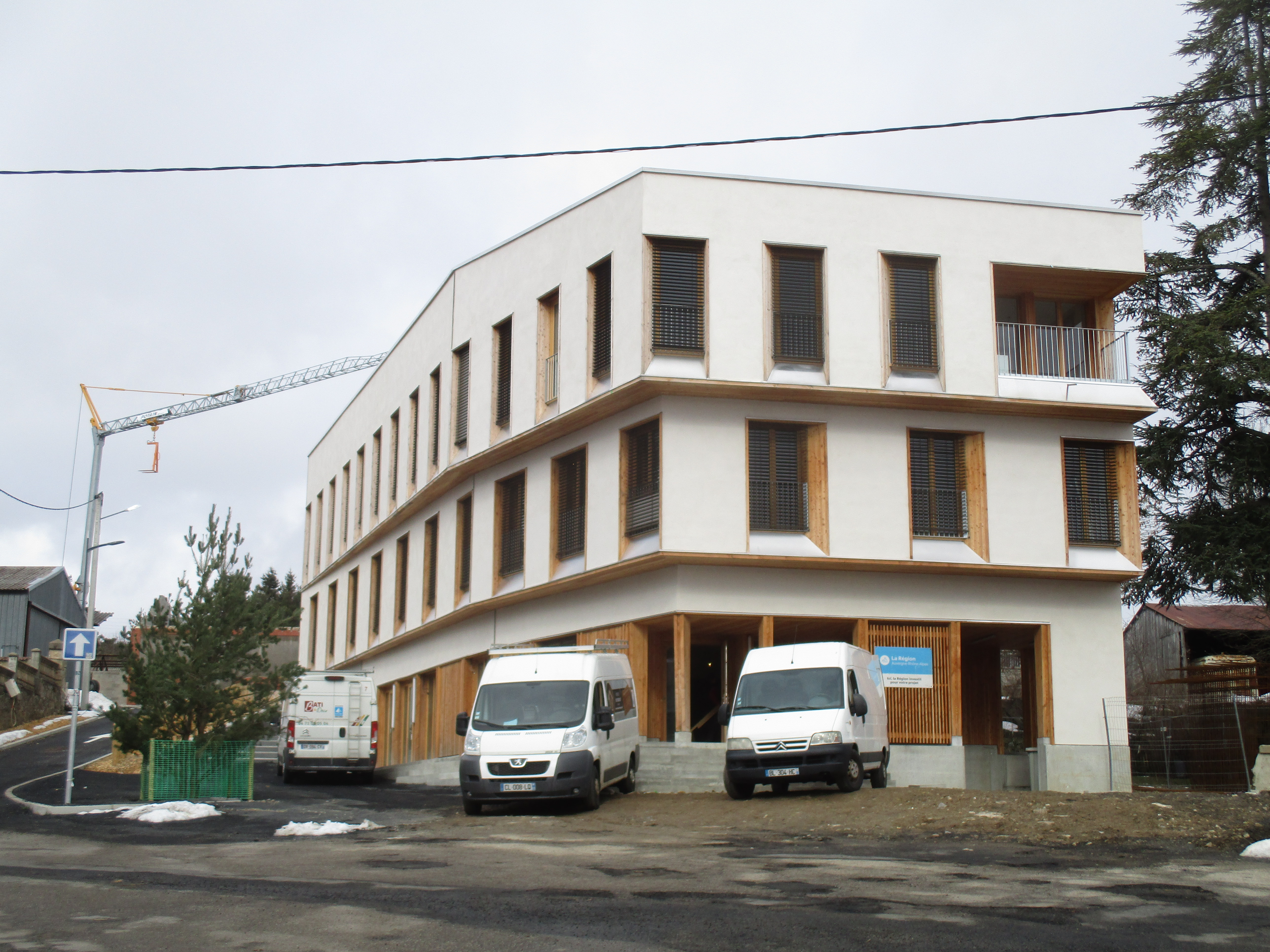
阿尔宗河畔克拉波讷的一处建设中的养老院

### 教育
阿尔宗河畔克拉波讷属于克莱蒙费朗学区。截止2020年1月1日，阿尔宗河畔克拉波讷境内共有1所幼儿园、2所小学和2所初级中学。2018至2019学年度，阿尔宗河畔克拉波讷境内共有在校中等教育阶段学生298名。

### 医疗
截止2020年1月1日，阿尔宗河畔克拉波讷境内共有全科医生4名、保健师6名、牙医1名、护士20名和助产士2名。境内共有药房2家、养老院2家。
阿尔宗河畔克拉波讷便民医院（Hôpital de proximité de Craponne-sur-Arzon）是法国的一个区域性医疗机构，其主病区位于阿尔宗河畔克拉波讷市区，设有床位153个，是当地规模最大的公立综合性医院。

### 住房
2018年，阿尔宗河畔克拉波讷境内共有各类住房1,358套，其中75.6%为独立式居民区，24.2%为集中式居民区。常住房屋占阿尔宗河畔克拉波讷市镇范围内居民建筑总量的68.6%。
在住房保障政策方面，2020年，阿尔宗河畔克拉波讷境内共有239户家庭获得了住房经济补助，受益人数占总人口数量的12.2%，其中228份为房租补助。

### 商业
2019年，阿尔宗河畔克拉波讷境内共有各类实体商铺98家，其中餐厅8家、大型超市3家、杂货店3家、面包房4家、肉铺2家、书店1家、装饰品店2家、银行门店3家、美容美发店8家、汽车维修店11家。市区北部建有一家Super U超市。

### 体育
2020年，阿尔宗河畔克拉波讷境内共有1家游泳池、1间体育馆、4处网球场和2处足球或橄榄球场。
截至2021年12月，阿尔宗河足球俱乐部（Football Club de L'Arzon）是当地唯一的注册足球队，2021至2022赛季参加上卢瓦尔省足球联赛。

### 环境
阿尔宗河畔克拉波讷的环境事务由其所属的公共社区负责。2019年，阿尔宗河畔克拉波讷境内暂无污染企业。

### 治安
2019年，阿尔宗河畔克拉波讷市镇范围内有1处宪兵队。
阿尔宗河畔克拉波讷所在地是勒皮宪兵总队的管辖范围。2020年，该宪兵总队辖区内共110个市镇累计发生各类案件1,538起，其中盗窃类案件511起，经济类案件260起，毒品交易类案件277起。

## 文化
2020年，阿尔宗河畔克拉波讷境内暂无任何文化设施。阿尔宗河畔克拉波讷市政府提供多媒体中心，向公众全年开放。

### 建筑
阿尔宗河畔克拉波讷境内有多处历史建筑，其中圣卡普赖教堂（Église Saint-Caprais）是当地的地标性建筑物，也是法国国家文物保护单位。

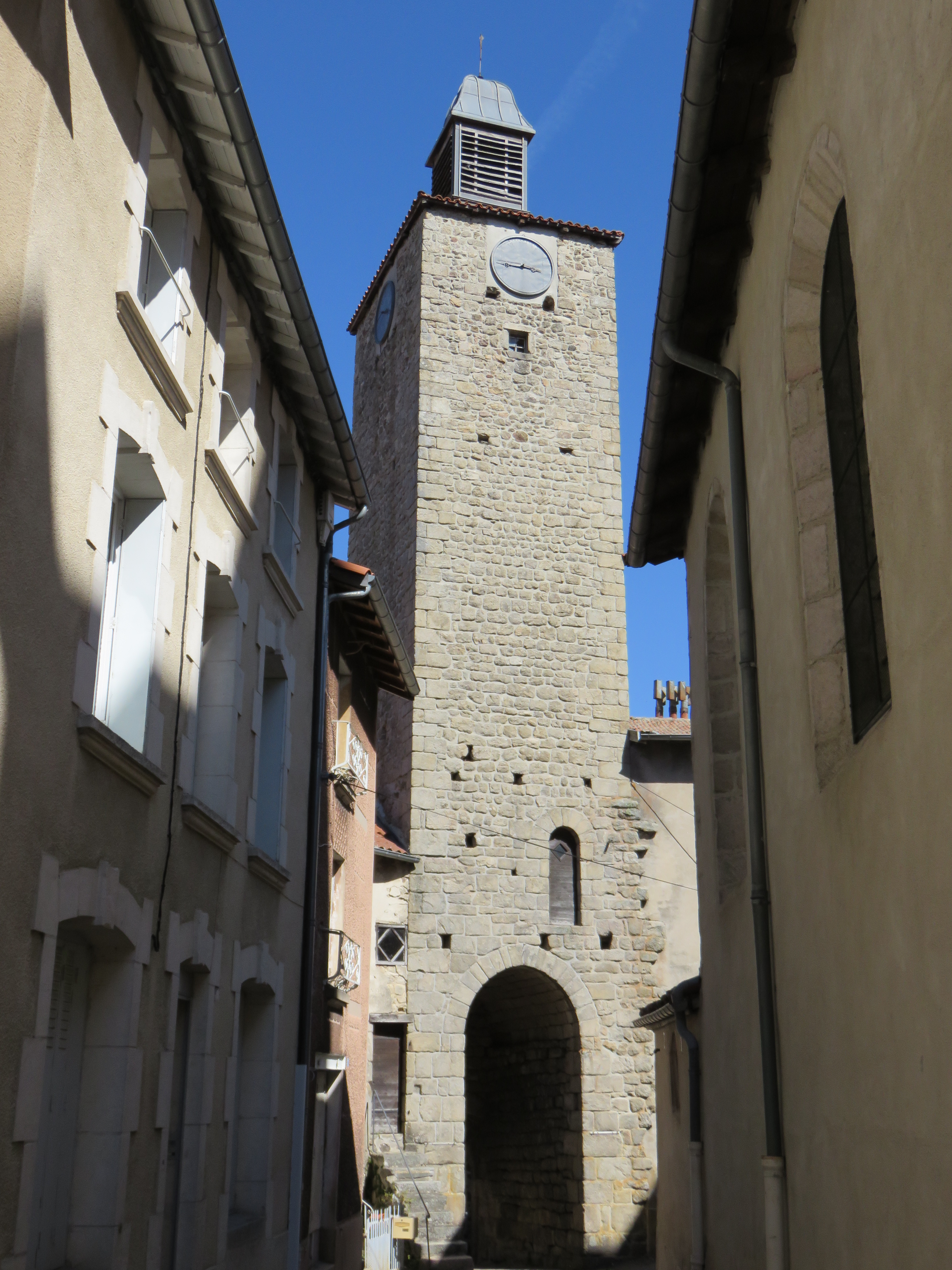
碉楼
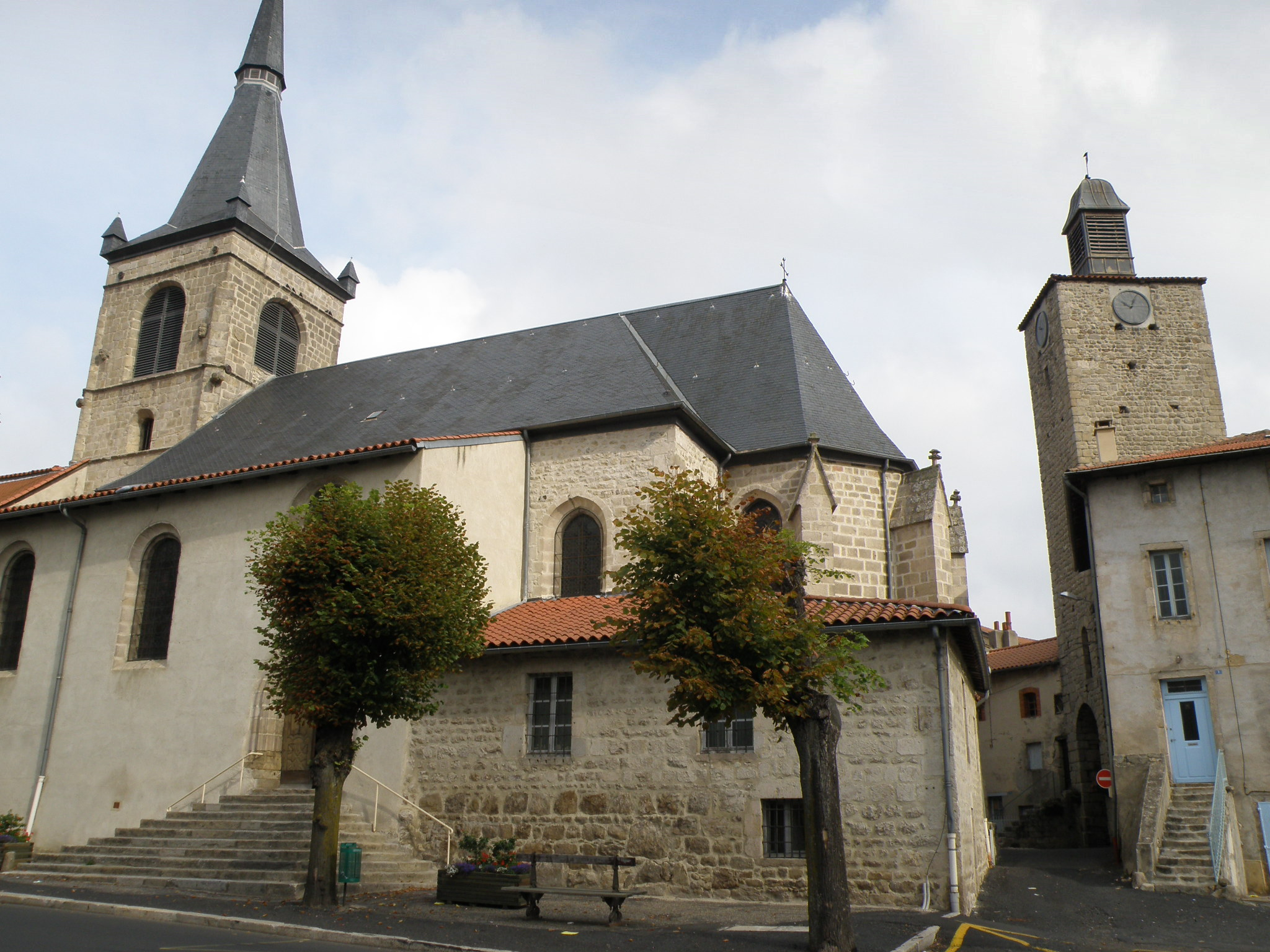
圣卡普赖教堂
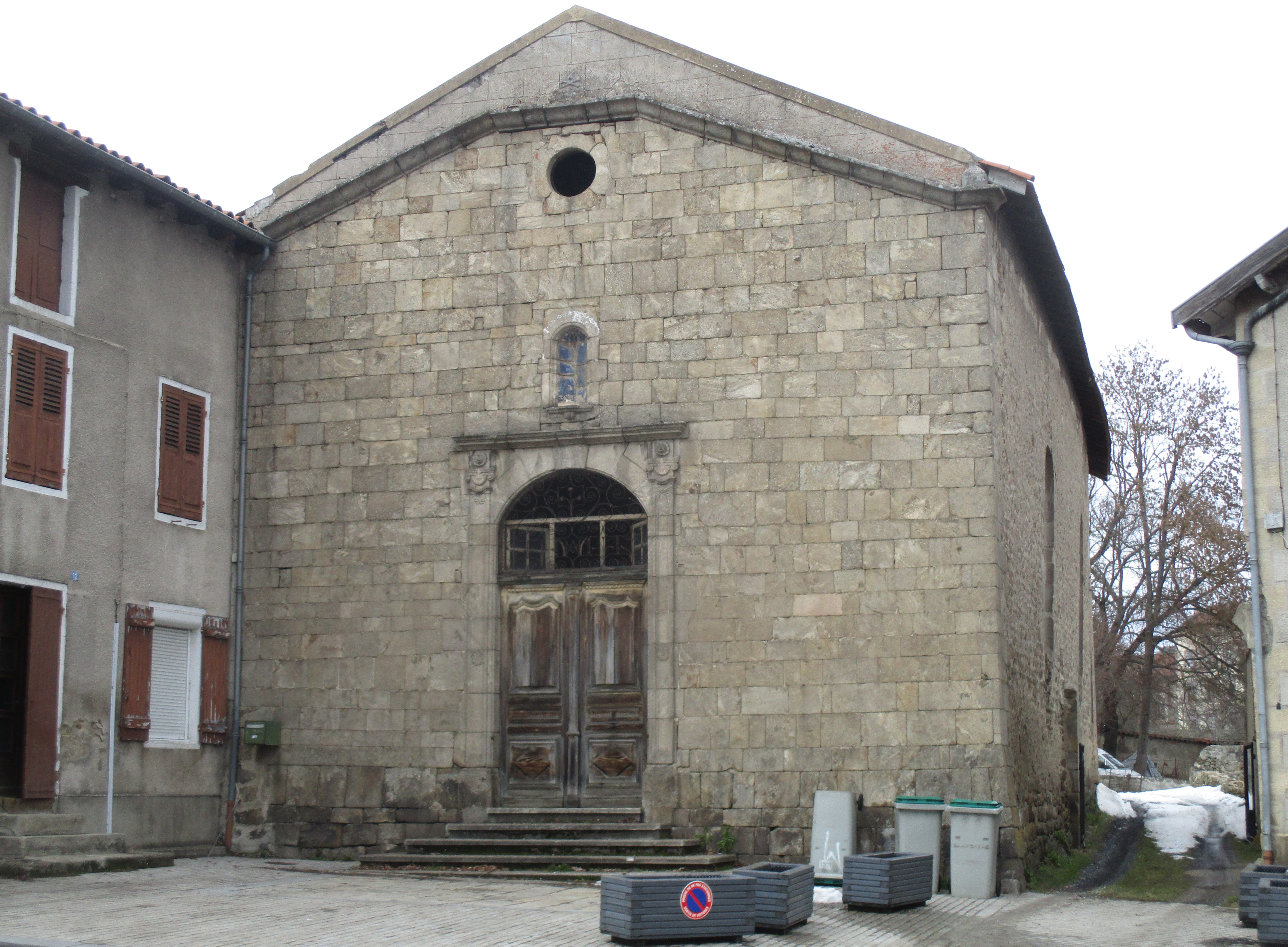
圣约瑟夫小教堂
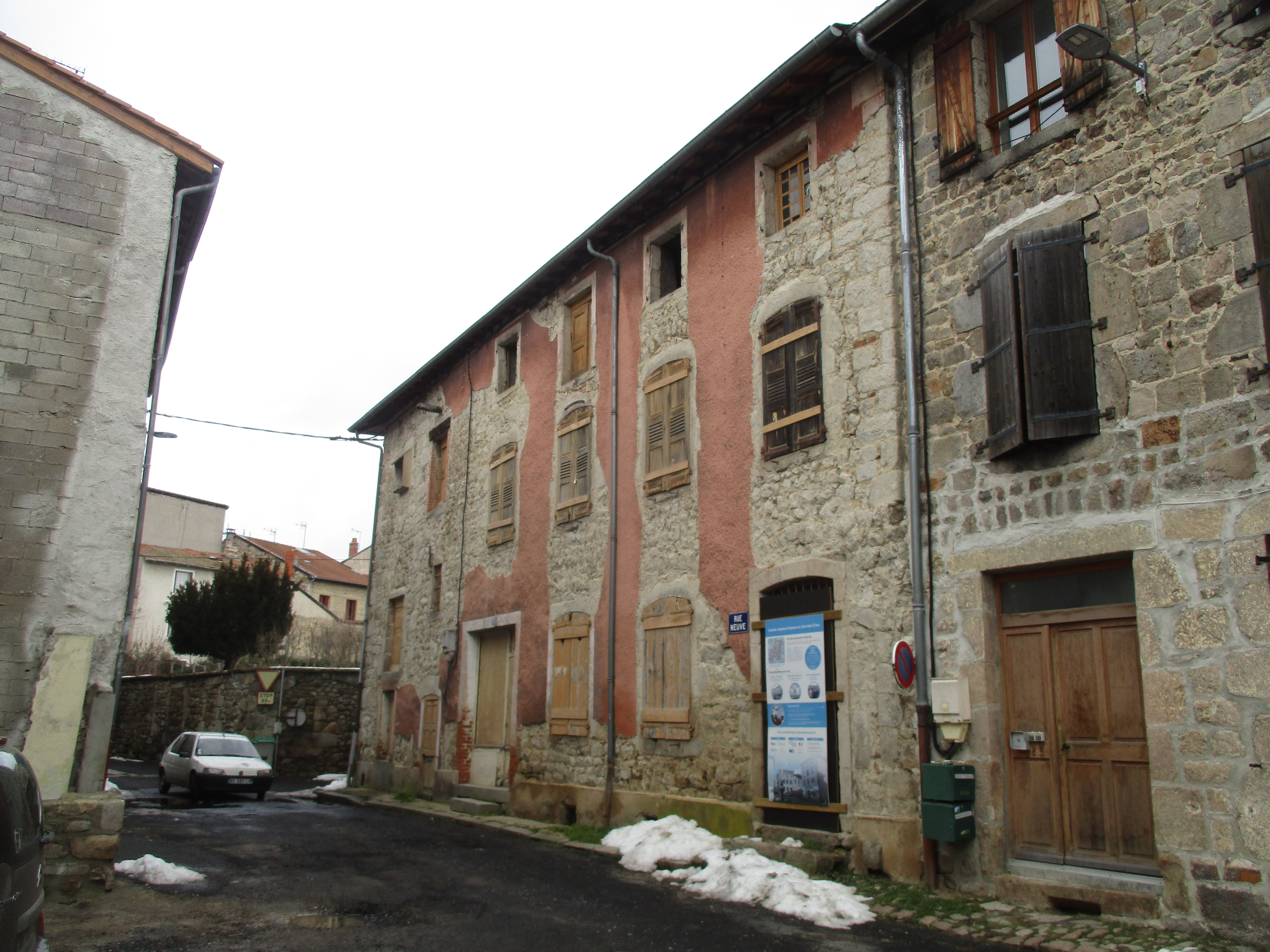
糕点作坊
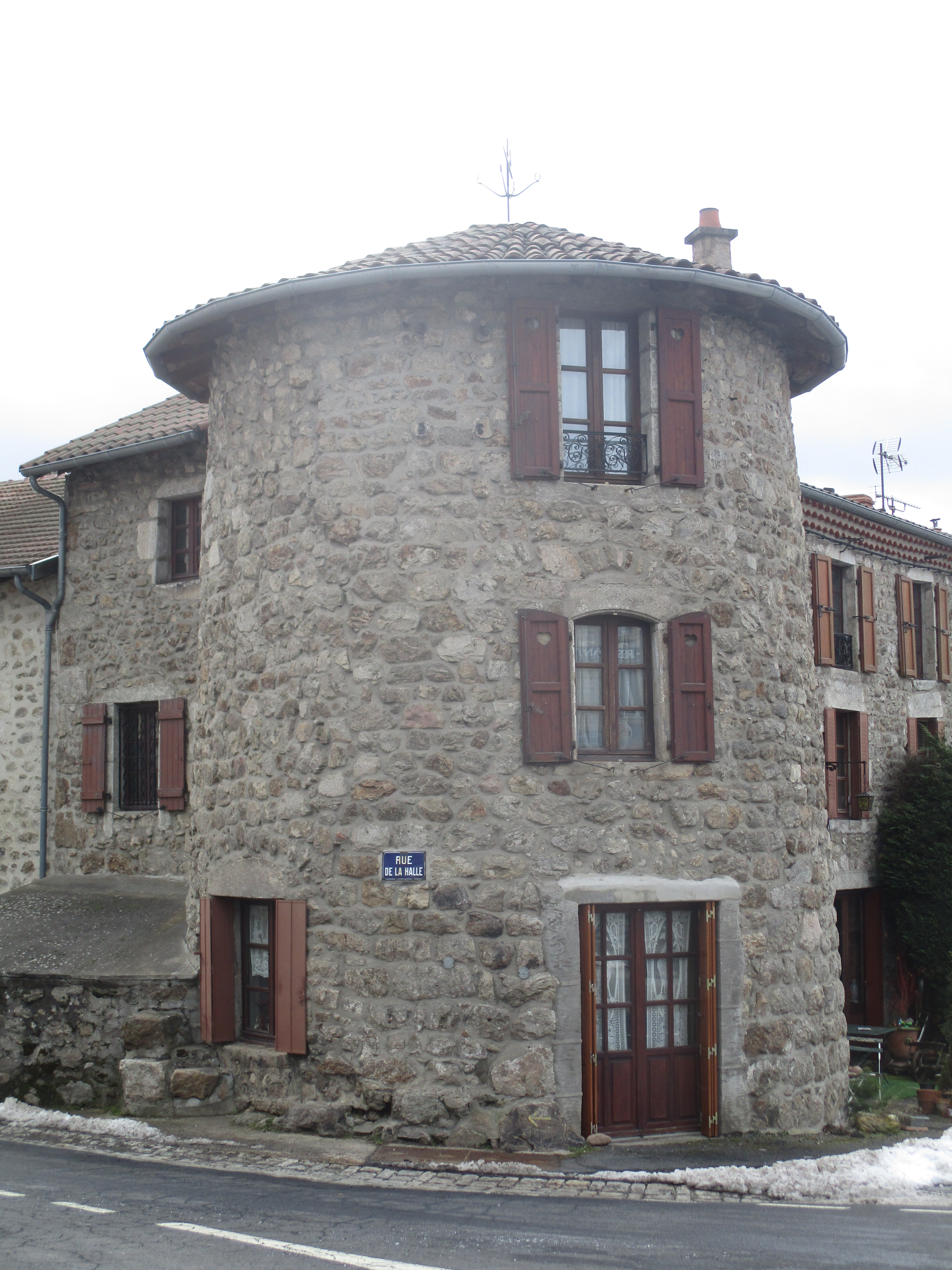
集市塔
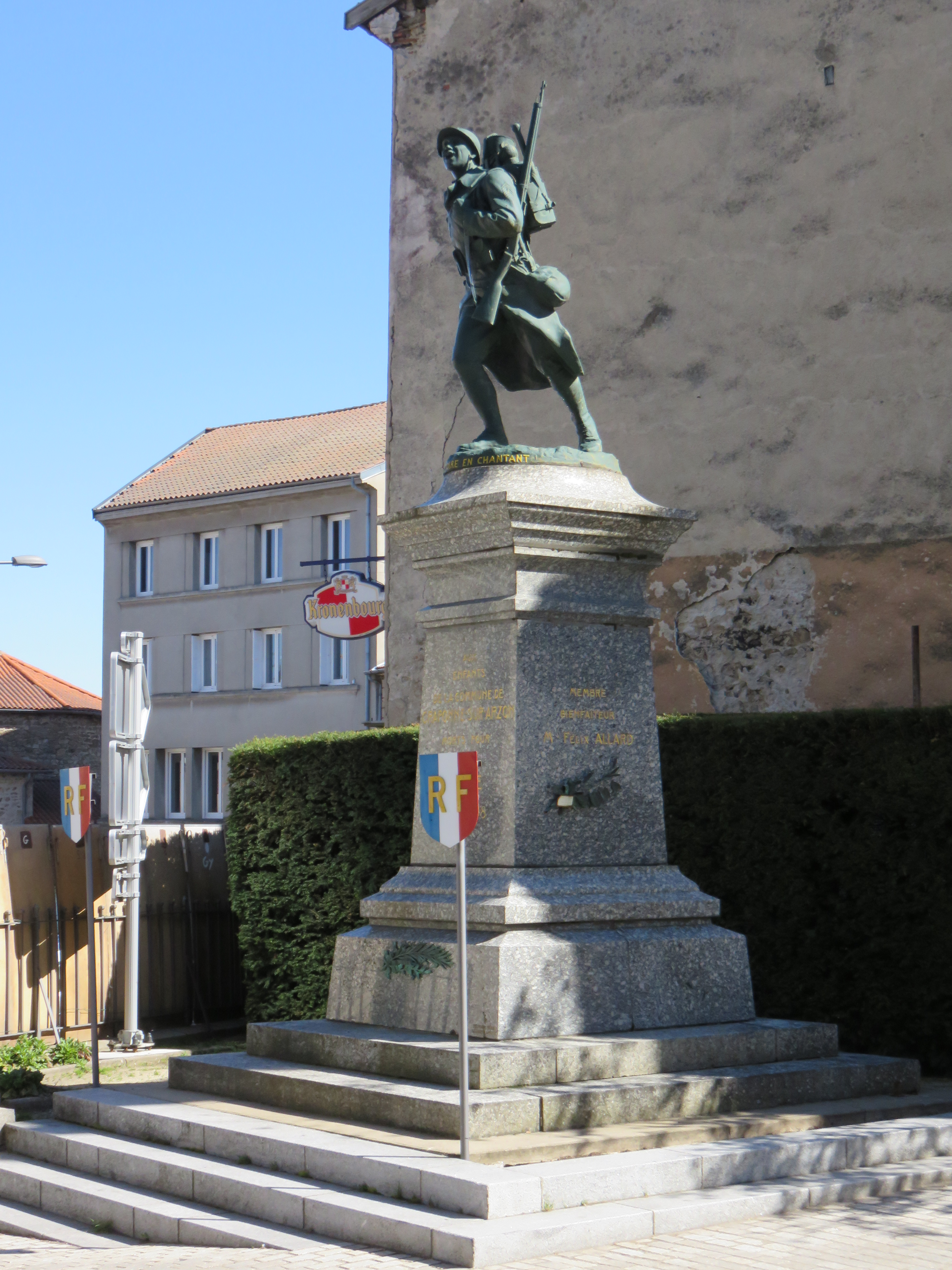
战争烈士纪念碑
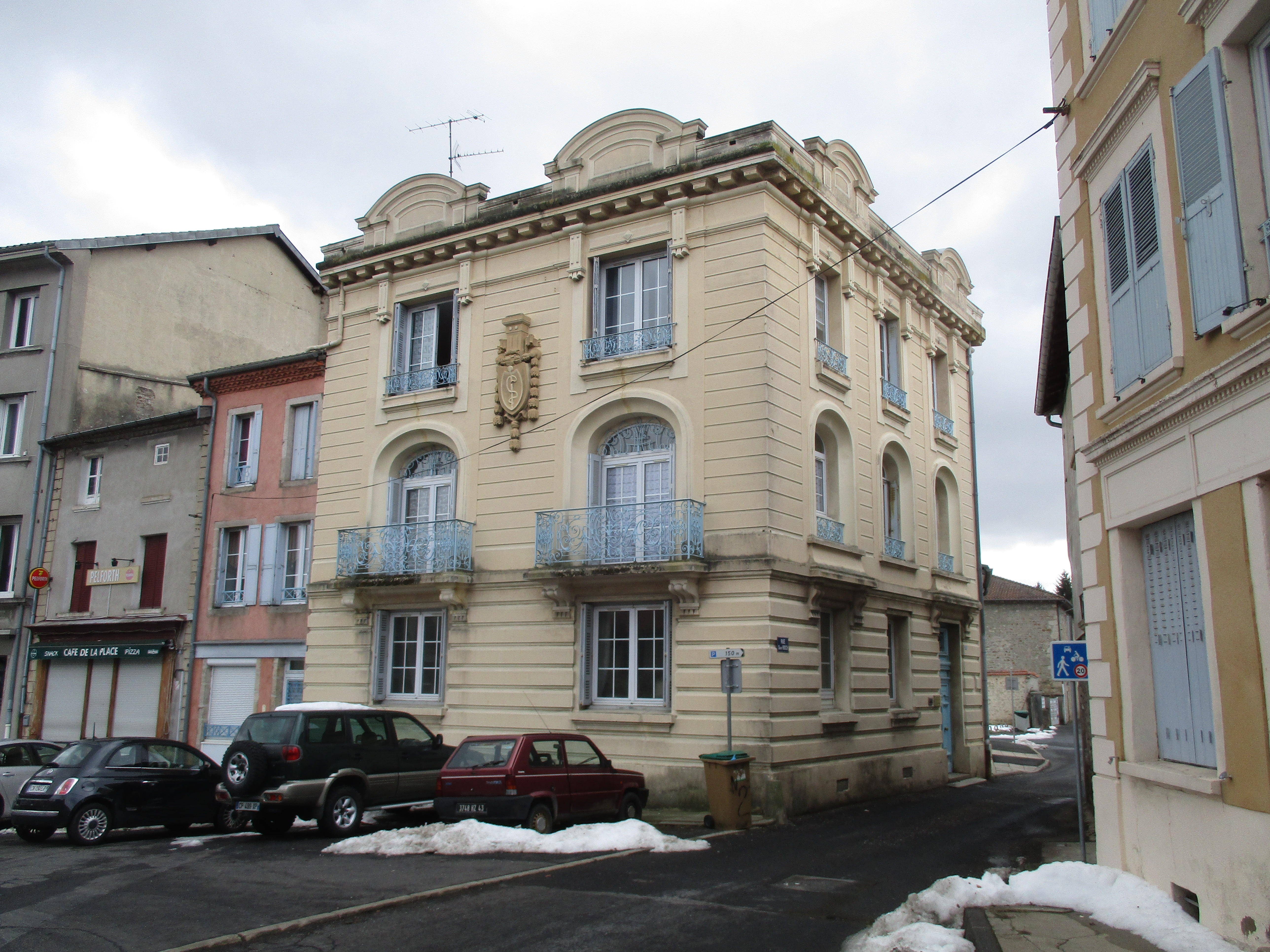
镇中心民居

### 旅游
阿尔宗河畔克拉波讷的旅游事务由其所属的公共社区负责。2021年，阿尔宗河畔克拉波讷境内共有1个露营地，可容纳共41辆露营车。

### 媒体
法国主要的媒体均可在阿尔宗河畔克拉波讷接收，法国电视三台下属的奥弗涅-罗讷-阿尔卑斯大区频道在部分时段播出阿尔宗河畔克拉波讷所属区域的地方新闻。

## 友好城市
截至2021年12月，阿尔宗河畔克拉波讷暂未建立任何友好城市关系。